# Joel Ideho
Joel Ideho (Tilburg, 17 juli 2003) is een Nederlands-Nigeriaans voetballer die doorgaans als aanvaller speelt. Hij verruilde in 2025 ADO Den Haag voor Sparta Rotterdam.

## Loopbaan
In 2016 stapte Ideho als jeugdspeler over van de amateurvereniging SC 't Zand naar de jeugdopleiding van Willem II. Per 1 juli 2020 stapte de rechtsbenige aanvaller voor een opleidingsvergoeding over naar AFC Ajax, waar hij onder andere scoorde in de UEFA Youth League-wedstrijd tegen FC Midtjylland. Hij kreeg hier echter niet direct een profcontract en in oktober 2020 stapte Ideho per direct over naar Arsenal FC, waar hij wel een contract tekende.
Bij de Londense club kwam Ideho in het beloftenelftal uit. In 37 wedstrijden scoorde hij driemaal.
In de zomer van 2023 vertrok Ideho transfervrij bij Arsenal, nadat zijn contract afliep. Ideho was enige tijd op proef bij SC Heerenveen, maar kreeg daar geen contract aangeboden. Op 9 augustus 2023 tekende Ideho een contract voor twee seizoenen bij ADO Den Haag. Twee dagen later maakte hij zijn debuut in de Eerste divisie in een uitwedstrijd tegen De Graafschap. Hij speelde anderhalf seizoen lang bijna alle wedstrijden voor de Haagse club.
In februari 2025 vertrok hij naar Sparta Rotterdam.

## Statistieken
| Seizoen | Club             | Competitie     | Competitie | Competitie | Beker | Beker | Overig | Overig | Totaal | Totaal |
| Seizoen | Club             | Competitie     | Wed.       | Dlp.       | Wed.  | Dlp.  | Dlp.   | Dlp.   | Wed.   | Dlp.   |
| ------- | ---------------- | -------------- | ---------- | ---------- | ----- | ----- | ------ | ------ | ------ | ------ |
| 2023/24 | ADO Den Haag     | Eerste divisie | 27         | 4          | 4     | 1     | 0      | 0      | 31     | 5      |
| 2024/25 | ADO Den Haag     | Eerste divisie | 21         | 4          | 1     | 0     | 0      | 0      | 22     | 4      |
| 2024/25 | Sparta Rotterdam | Eredivisie     | 0          | 0          | 0     | 0     | 0      | 0      | 0      | 0      |
| Totaal  | Totaal           | Totaal         | 48         | 08         | 5     | 1     | 0      | 0      | 53     | 9      |

Bijgewerkt op 15 maart 2025.
Van Aanholt ·
Bais ·
Bakari ·
Van Bergen ·
Clement ·
El Dahri ·
Eerdhuijzen ·
Eiting ·
De Guzman ·
Hlynsson ·
Ideho ·
Kitolano ·
Kleijn ·
Lauritsen ·
De Ligt ·
Meissen ·
Mito ·
Nassoh ·
Olij  ·
Oufkir ·
Quintero ·
Reith ·
Reitmaier ·
Schoonderwaldt ·
Tevreden ·
Thórisson ·
Young ·
Zechiël ·
Coach: Steijn
· Assistent-coach: Boukhari
· Assistent-coach: Driessen
· Keeperstrainer: Kooiman